# Blu.FM
97.2 blu.fm - berlins dance radio war ein 2003 von der Medienanstalt Berlin-Brandenburg lizenzierter privater Hörfunksender in Berlin für eine schwul-lesbische Zielgruppe. Betreiberfirma war die Deutsche Audio Agentur GmbH (DAA), die mehrheitlich der sergej Medien- und VerlagsgmbH gehört. Der Sendebetrieb wurde am 24. Juni 2011 durch die Geschäftsleitung der DAA GmbH eingestellt, nachdem ein Programmzuliefervertrag mit Sunshine live geschlossen wurde.

## Programm
97.2 Blu.FM spielte die Tracks aus den Clubs, Neuheiten und teilweise noch unveröffentlichtes Material. Der Sender spielte Musik der Stilrichtungen House, Electro, Dance, Minimal, Pop Trance, Deep House und Disco. Er war Mitglied der Berliner Clubcommission und hat regelmäßig DJ-Sets aus den beliebtesten Clubs der Hauptstadt übertragen.

## Shows
- Der kurze Morgen - Montag bis Freitag 5–7 Uhr
- Workflow - Montag bis Freitag 7–19 Uhr
- Background - Montag bis Freitag 18–19 Uhr
- After Work Club - Montag bis Donnerstag 20–23 Uhr
- Weekend Start - Freitag 20–23 Uhr
- Party Patrol - Samstag 20–23 Uhr
- S.U.S.I - von und mit Nina Queer - Samstag 20–23 Uhr
- Die Bernie Show - Sonntag 20–23 Uhr

Außerdem gab es regelmäßige Sets angesagter Berliner Szene- und Star-DJs.

## DJ-Crew
- Sexual Vibes by Jan Fischer
- Heart Beats by Zoe
- Kofferboys by Waikiki & Funk@delic
- Tanzmusik by Senefelder
- Metro by DJ Divinity
- Rhythm 'N' Bunny by Wicked Bunny
- Global Language by Joel Hirsch

## Moderatoren
- Matthias Kayales
- Andreas Hochmuth
- Jan Lüdtke
- Uwe Maltusch
- Gunnar Lange

## Nachrichten
Das Nachrichtenformat „Newsflash“ mit Berliner Regionalteilen, Wetter und Verkehr kam immer zur vollen Stunde zwischen 05:00 Uhr und 22:00 Uhr.

## Einstellung des Sendebetriebs
Am 24. Juni 2011 teilte die Medienanstalt Berlin-Brandenburg (mabb) den Verzicht der betreibenden DAA GmbH auf die Senderlaubnis über 97,2 MHz Berlin mit und schrieb die Sendezeit neu aus.
Ausschreibung der bisher von BluRadio genutzten Sendezeiten auf 97,2 MHz in Berlin
Die DAA GmbH veranstaltete bisher auf der UKW-Hörfunkfrequenz 97,2 MHz in Berlin täglich von 19:00 bis 7:00 das Programm BluRadio für eine schwul-lesbische Zielgruppe. Auf der Grundlage eines Programmzulieferungsvertrages will sie stattdessen das Programm „Sunshine Live“ der RNO GmbH - um Berliner Inhalte ergänzt - ausstrahlen. Der Medienrat hatte bereits im März festgestellt, dass eine solche Programmänderung nicht im Rahmen der bestehenden Sendeerlaubnis genehmigt werden kann. Mit heutigem Datum hat die DAA GmbH den Verzicht auf diese Sendeerlaubnis erklärt und damit den Weg für eine Neuausschreibung dieser Sendezeiten freigemacht; während der Dauer des Vergabeverfahrens kann die geplante Veränderung bereits auf eigenes Risiko umgesetzt werden.
Der Ausschreibungstext ist auf der homepage der mabb bereitgestellt, voraussichtlich im Herbst 2011 wird der Medienrat dann über die künftige Nutzung dieser Zeiten entscheiden